# 喻友信
喻友信（1909年—?），字鴻先。民国时期图书馆学家，安徽芜湖人，武昌文华图书馆学专科学校毕业生，1937年任东吴大学法学院图书馆主任，妻子為劉鳳英。1948年留學美国哥倫比亞大學攻讀圖書館碩士。

## 著作
- 《实用图书馆学》中国图书馆服务社出版（1937）
- 《美国图书分类法评论》出版者不详（民国二十五年二月[1936.2]）